# (348239) Societadante
(348239) Societadante ist ein Asteroid, der sich im äußeren Hauptgürtel befindet. Der Himmelskörper wurde am 20. September 2004 am Astronomischen Observatorium Andruschiwka (IAU-Code A50) in Haltschyn, Ukraine, entdeckt.
Der Asteroid gehört zur Eos-Familie, einer Gruppe von Asteroiden, welche typischerweise große Halbachsen von 2,95 bis 3,1 AE aufweisen, nach innen begrenzt von der Kirkwoodlücke der 7:3-Resonanz mit Jupiter, sowie Bahnneigungen zwischen 8° und 12°. Die Gruppe ist nach dem Asteroiden (221) Eos benannt. Es wird vermutet, dass die Familie vor mehr als einer Milliarde Jahren durch eine Kollision entstanden ist. Die zeitlosen (nichtoskulierenden) Bahnelemente von (348239) Societadante sind fast identisch denjenigen von acht weiteren Asteroiden: (65178) 2002 CX221, (124024) 2001 FO112, (181937) 1999 TX159, (314512) 2005 XM67, (358783) 2008 DD83, (375468) 2008 TZ171, (449840) 2014 QP341 und (456166) 2006 GD51.

## Benennung
Der Asteroid wurde am 9. September 2014 nach der Società Dante Alighieri benannt, einer italienischen Kulturinstitution mit Sitz in Rom, die sich zum Ziel gesetzt hat, die italienische Sprache und Kultur in der Welt zu schützen und zu verbreiten. Sie gilt als älteste Organisation dieser Art. Benannt wurde die Institution nach dem Dichter und Philosophen Dante Alighieri (1265–1321). Der Vorschlag für die Benennung und die Einreichung des Namensvorschlags erfolgte durch den Inhaber des Observatoriums und leitendem Astronomen bei der Entdeckung Jurij Iwaschtschenko, der unter anderem Italienisch in der Niederlassung der Società Dante Alighieri in Kiew studiert hatte und Mitglied der Kulturinstitution ist. Die Benennung erfolgte zur 750-Jahr-Feier von Dantes Geburt.
Nach Dante Alighiere war schon 1985 ein Asteroid des inneren Hauptgürtels benannt worden: (2999) Dante, ebenso ein 1970 ein Mondkrater der nordöstlichen Mondrückseite: Mondkrater Dante.